# I figli della gloria
I figli della gloria (Fixed Bayonets!) è un film del 1951 diretto da Samuel Fuller.
È un film di guerra statunitense con Richard Basehart, Gene Evans e Michael O'Shea ambientato durante la guerra di Corea.

## Trama
Guerra di Corea, inverno 1950-51. Un caporale in crisi non è più capace di comandare né di sparare sul nemico. Quando il suo plotone viene decimato, deve assumere il comando, reagire, comportarsi da prode.

## Produzione
Il film fu diretto e sceneggiato da Samuel Fuller su un soggetto di John Brophy, autore del romanzo del 1942  The Immortal Sergeant, da cui Fuller trasse ispirazione per la storia secondo i crediti originali; decenni dopo in un'intervista Fuller rivelò che il soggetto del film si basava in realtà su una sua storia originale. La 20th Century Fox aveva tra l'altro già prodotto nel 1943 il film Sergente immortale (Immortal Sergeant) che si basa effettivamente sul romanzo.
La pellicola fu prodotta da Jules Buck per la Twentieth Century Fox Film Corporation e girata nei 20th Century Fox Studios a Century City, Los Angeles, California, dal 19 luglio a metà agosto del 1951. I titoli di lavorazione furono  Old Soldiers Never Die e  Rearguard. James Dean appare brevemente verso la fine del film nel ruolo di Doggie.

## Distribuzione
Il film fu distribuito con il titolo Fixed Bayonets! negli Stati Uniti nel dicembre del 1951 (première a New York il 20 novembre) al cinema dalla Twentieth Century Fox Film.
Altre distribuzioni:
- in Svezia il 23 febbraio 1952 (Bajonett på!)
- in Finlandia il 22 agosto 1952 (Paljain pistimin)
- nelle Filippine il 2 settembre 1952
- in Portogallo il 24 febbraio 1953 (Baionetas Caladas)
- in Germania il 3 luglio 1993 (Der letzte Angriff, in TV)
- in Brasile (Baionetas Caladas)
- in Spagna (A bayoneta calada)
- in Francia (Baïonette au canon)
- in Grecia (Ef' oplou loghi e Ta polyvola therizan kathe avgi)
- in Italia (I figli della gloria)
- in Polonia (Bagnet na bron)
- in Venezuela (Hijos de la gloria)

## Critica
Secondo il Morandini è un "film di guerra a basso costo di insolita tetraggine" caratterizzato da un'impronta documentaristica e da un "bianconero putrido". Secondo Leonard Maltin il film è una "tipica dura produzione di Fuller".